# Musaranya d'orelles petites de Merriam
La musaranya d'orelles petites de Merriam (Cryptotis merriami) és una espècie de mamífer de la família de les musaranyes (Soricidae). Viu als altiplans del sud de Mèxic, Guatemala, Hondures, El Salvador, el nord de Nicaragua i el nord de Costa Rica.